# اشتاینروده
اشتاینروده (به آلمانی: Steinrode) یک منطقهٔ مسکونی در آلمان است که در سوننشتاین (تورینگن) واقع شده‌است. اشتاینروده ۵۲۴ نفر جمعیت دارد.